# رومان هاردي
رومان هاردي (بالفرنسية: Romain Hardy )‏ (و. 1988  م) هو راكب دراجة هوائية، من فرنسا، شارك في طواف إسبانيا، وسباق طواف فرنسا 2017، وطواف إسبانيا 2014، وطواف فرنسا 2018.

## سباقات أو مراحل فاز بها
| التاريخ        | السباق                                   | المركز                                           |
| -------------- | ---------------------------------------- | ------------------------------------------------ |
| 01 يناير 2010  | كأس فرنسا لركوب الدراجات على الطريق 2010 | الخامس في تصنيف أفضل شاب                         |
| 30 مايو 2010   | 2010 Boucles de l'Aulne                  | الثالث في التصنيف العام                          |
| 01 أغسطس 2010  | بولينورماند 2010                         | الثالث في التصنيف العام                          |
| 14 أغسطس 2010  | طواف أين 2010                            | الرابع في تصنيف النقاط، الخامس في تصنيف أفضل شاب |
| 12 سبتمبر 2010 | تور دي أفينير 2010                       | الثاني في تصنيف الجبال، الثالث في تصنيف النقاط   |
| 01 يناير 2011  | كأس فرنسا لركوب الدراجات على الطريق 2011 | الثالث في تصنيف أفضل شاب، الخامس في تصنيف النقاط |
| 01 يناير 2011  | طواف لايغويليا 2011                      | التاسع في تصنيف أفضل شاب                         |
| 20 مارس 2011   | شوليه باي دي لوار 2011                   | العاشر في التصنيف العام                          |
| 12 أبريل 2011  | باريس-كاممبير 2011                       | الثاني في التصنيف العام                          |
| 16 أبريل 2011  | طواف فينيستير 2011                       | الثامن في التصنيف العام                          |
| 13 أغسطس 2011  | طواف أين 2011                            | الخامس في تصنيف النقاط                           |
| 04 مايو 2014   | طواف تركيا 2014                          |                                                  |
| 10 سبتمبر 2017 | طواف دوبس 2017                           | الفائز في التصنيف العام                          |

## روابط خارجية
- رومان هاردي على موقع الاتحاد الدولي للدراجات (الإنجليزية)
- رومان هاردي على موقع أرشيف الدراجات (الإنجليزية)
- رومان هاردي على موقع إحصائيات الدراجات الإحترافية (الإنجليزية)
- رومان هاردي على موقع نسبة الدراجات (الإنجليزية)
- رومان هاردي على موقع CycleBase (الإنجليزية)